# Peltella iheringi
Peltella iheringi é uma espécie de molusco gastrópode terrestre neotropical da ordem Stylommatophora e da família Bulimulidae; de coloração geral amarela com estrias brancas e desprovido de concha aparente. Foi nomeado Peltella iheringi por Leme, em 1968, em homenagem a Hermann von Ihering, que tratou do gênero Peltella em 1884; sendo endêmico das florestas tropicais e subtropicais úmidas das serras da região sudeste do Brasil.

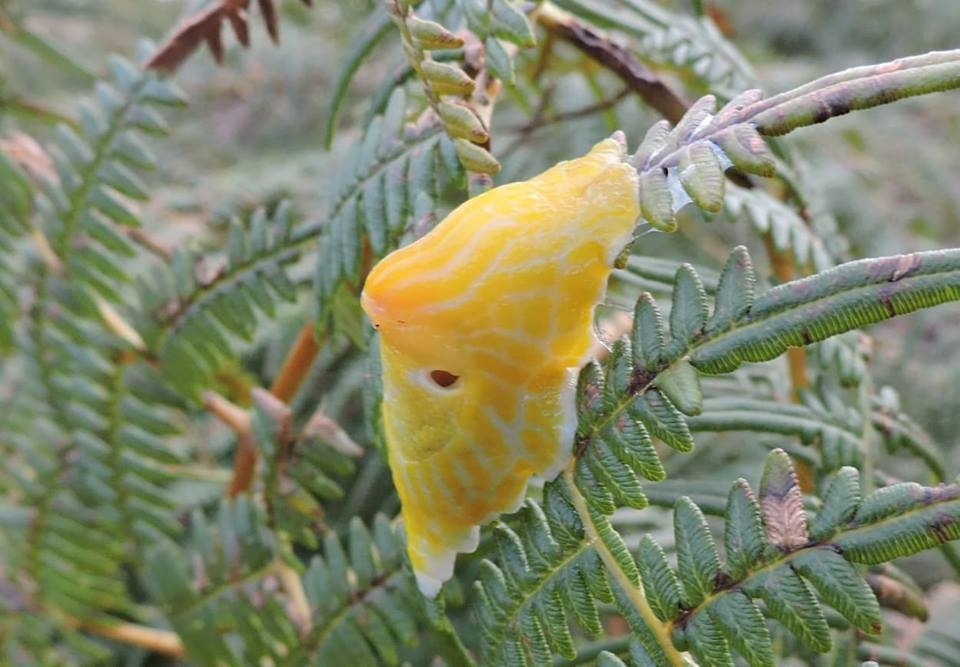
P. iheringi;[1] fotografia tirada na encosta da Serra do Mar, entre o Rio de Janeiro e São Paulo (2018); sobre Pteridophyta. Aqui é bem visível o seu pneumóstoma em contato com a atmosfera.
P. iheringi é endêmica das florestas tropicais e subtropicais úmidas das serras da região sudeste do Brasil, próximas ao litoral.[3]